# Tagetes
Genre
Classification phylogénétique
Tagetes (les  tagètes ou tagettes) est un genre de plantes à fleurs de la famille des Asteraceae. Ce genre est composé d'une trentaine d'espèces de plantes herbacées dont certaines sont cultivées comme ornementales (Tagetes erecta, Tagetes minuta...) ou médicinales (Tagetes patula, Tagetes tenuifolia...).

## Nomenclature

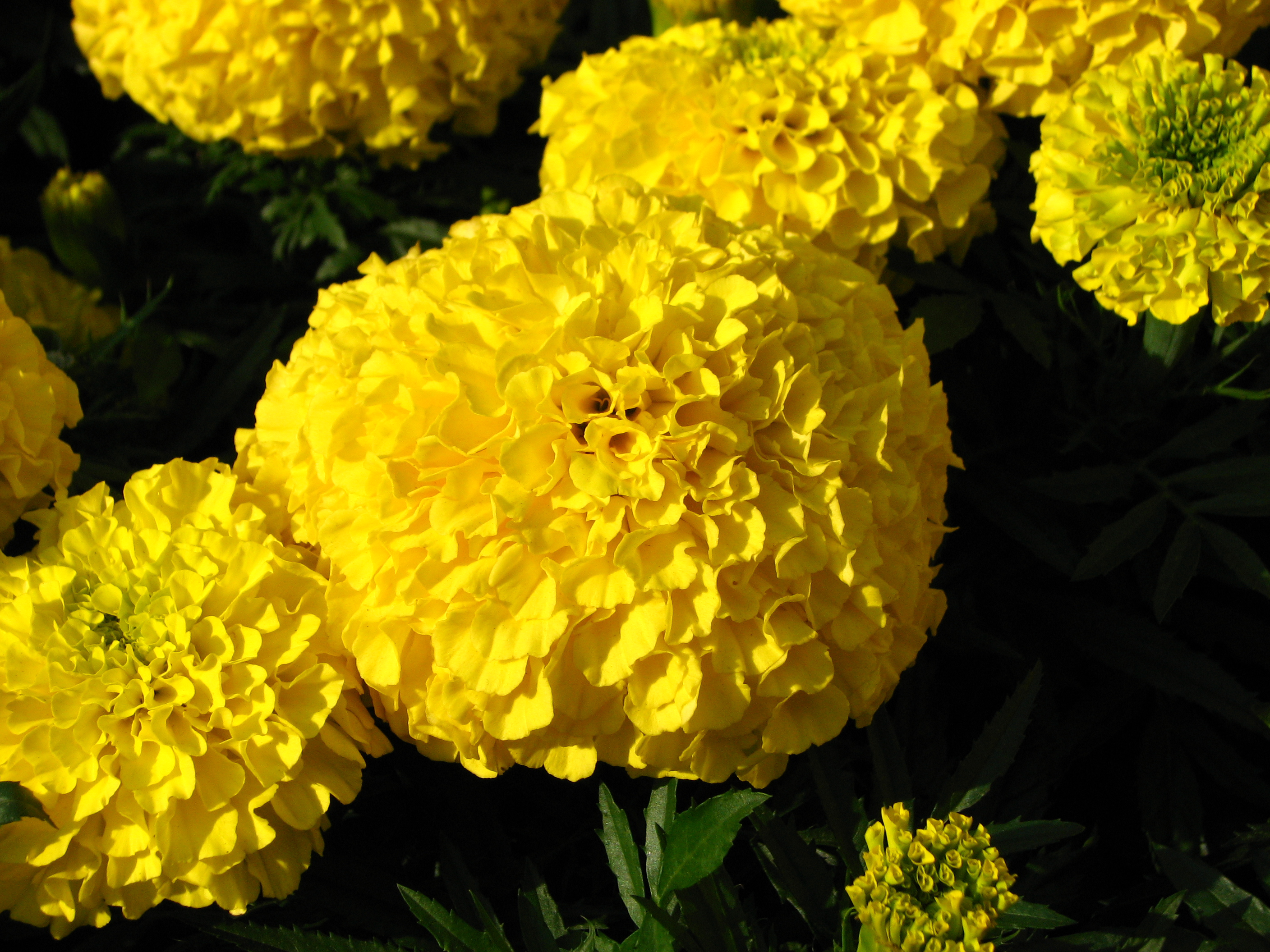
Rose d'Inde (Tagetes erecta).

C'est le genre de l'œillet d'Inde et de la rose d'Inde. D'autres espèces sont appelées « souci français ». On retrouve souvent les francisations « tagète » et « tagette »

## Étymologie
Tagetes doit son nom à Tagès, petit-fils de Jupiter (né du labour de la terre, il enseigna aux hommes l'art de la divination), probablement en raison de la facilité qu'ont les plantes de cette espèce à ressortir chaque année de terre, soit grâce aux graines produites l'année précédente, soit grâce aux tiges qui rejettent de la souche déjà en place.

## Liste des espèces
- Tagetes apetala Posada-Ar.
- Tagetes argentina Cabrera
- Tagetes biflora Cabrera
- Tagetes campanulata Griseb.
- Tagetes dianthiflora Kunth
- Tagetes elliptica Sm.
- Tagetes erecta L. - la rose d'Inde
- Tagetes erythrocephala Rusby
- Tagetes filifolia Lag.
- Tagetes foetidissima DC.
- Tagetes gracilis DC.
- Tagetes hartwegii Greenm.
- Tagetes heterocarpha Rydb.
- Tagetes laxa Cabrera
- Tagetes lemmonii A.Gray
- Tagetes lucida Cav.
- Tagetes mendocina Phil.
- Tagetes micrantha Cav.
- Tagetes minuta L.
- Tagetes mulleri S.F.Blake
- Tagetes multiflora Kunth
- Tagetes nelsonii Greenm.
- Tagetes parryi A.Gray
- Tagetes patula L. -  l'œillet d'Inde
- Tagetes pectinata Turcz.
- Tagetes perezii Cabrera
- Tagetes pringlei S.Watson
- Tagetes remotiflora Kunze
- Tagetes riojana M.Ferraro
- Tagetes rupestris Cabrera
- Tagetes stenophylla B.L.Rob.
- Tagetes subulata Cerv.
- Tagetes tenuifolia Cav.
- Tagetes terniflora Kunth
- Tagetes verticillata Lag. & Rodr.
- Tagetes zyaquirensis Humb. & Bonpl.